# Fajões
Fajões é uma vila portuguesa sede da Freguesia de Fajões do Município de Oliveira de Azeméis, freguesia com 8,12 km² de área e 2896 habitantes (censo de 2021), tendo, assim, uma densidade populacional de 356,7 hab./km².
A povoação de Fajões foi elevada à categoria de vila em 1995.

## História
O povoamento da Vila de Fajões é antiquíssimo, remontando aos tempos pré-históricos, a uns 5.000 anos antes de Cristo, como o provam diversos vestígios arqueológicos: as fossetes ou “pierres à godets” do monte Vale Louro (“Bailouro”, na corruptela popular), descobertas e analisadas por Samuel Oliveira, há anos, hoje desaparecidas com a exploração de granito e que estavam ligadas à necrolatria pré-histórica, na opinião autorizada de Mendes Correia; o machado “coup de poing” encontrado há anos no mesmo local, de que se perdeu o rasto, e que se prende com o período neolítico; as mamoas ou dólmens, que foram destruídos pelos povos à cata de tesouros, restando desses monumentos megalíticos de sepultura das celtas alguns achados da mamoa de Prazins, situada na “Portela”, actual lugar da Cruz, perto da Escola EB2,3, ainda em 1251, referida nas Inquirições de D. Afonso III, mas que foi violada, há anos, e recentemente, em 1994, estudado o que restava dela pelo arqueólogo Fernando Pereira da Silva.
A toponímia local regista, através dos tempos, o estabelecimento, nesta terra, de luso - romanos, godos e árabes, cuja presença é documentada por uma extensa área local denominada “mourisca” e pela Crónica dos Godos que refere a vitória do Rei Bermundo sobre os mouros, em Abril de 1045, aqui perto, em Cimo de Vila, Cesar.
O documento escrito mais antigo, que se conhece, sobre Fajões é uma doação que, em 1068, faz o Presbítero Auderigus a Vermudo (Bermudo) dos bens de raiz da “villa fagiones” e da sua “ecclesia” (Igreja) de invocação de S. Martinho. Por este documento se verifica que os anteriores possuidores desta Freguesia foram os pais de Auderigus chamados Braolius e Gualavara.
As Inquirições de D. Dinis, de 1288, referem que Fajões é terra de fidalgos, dizendo expressamente que tem duas quintas honradas chamadas “Faiões”, uma que “he de Maria Rodriguez e de seus filhos”, e “outra quintã a que foy de Martim Diaz e ficou a seus filhos” e que o lugar de S. Mamede é terra honrada e de fidalgos, desde o tempo de D. Sancho.
Beneficiou do foral, dado por D. Manuel I, em 10 de Fevereiro de 1514, às Terras da Feira de que fazia parte. Administrativamente Fajões pertenceu ao Condado da Feira até a morte do 8º. Conde, D. Fernando Forjaz Pereira Pimentel, em 15 de Janeiro de 1700, e após esta data foi incorporada na Casa e Estado do Infantado, a favor de D. Francisco, irmão do rei D. João V.
Com a criação da vila e concelho de Oliveira de Azeméis, por D. Maria I, em 5 de Janeiro de 1779, Fajões passou do Concelho da Feira para o município Oliveirense em cuja jurisdição se mantém.
Religiosamente esteve integrada na diocese de Coimbra, que até o século XII ia até a margem esquerda do rio Douro, e, em 12 de setembro de 1253, pela bula “Provisionis Nostrae” do Papa Inocêncio IV, que confirmou como limite sul da diocese portuense o território entre o rio Douro e a margem direita do rio Antuã, Fajões passou a pertencer definitivamente, até hoje, à diocese do Porto.
Em Fevereiro de 1179, Gontina Guterri e seus filhos doaram o padroado da igreja de Fajões às freiras beneditinas de Rio Tinto que o detiveram até 1540, data em que o Bispo do Porto, D. Baltazar Limpo, uniu a igreja às freiras de S. Bento da Avé Maria do Porto, que nomeavam e apresentavam ao Bispo do Porto o pároco e recebiam as rendes da paróquia até a publicação do decreto de 5 de Agosto de 1833 que fixou que “o direito de apresentar paróquias pertencia exclusivamente ao poder executivo da monarquia.” Por decreto de 20 de Abril de 1911, a República renunciou a essa prerrogativa, e os párocos de Fajões, como os do País, passaram a ser unicamente da escolha e nomeação do Bispo da Diocese.
A freguesia de Fajões foi elevada à categoria de Vila pela lei n.º 52, publicada no Diário da República, de 30 de Agosto de 1995.
Fajões é das freguesias do concelho com maior área geográfica, e povoada por cerca de 4.000 habitantes, distribuídos por 1050 fogos.

## Demografia
A população registada nos censos foi:
| Distribuição da População por Grupos Etários | Distribuição da População por Grupos Etários | Distribuição da População por Grupos Etários | Distribuição da População por Grupos Etários | Distribuição da População por Grupos Etários |
| -------------------------------------------- | -------------------------------------------- | -------------------------------------------- | -------------------------------------------- | -------------------------------------------- |
| Ano                                          | 0-14 Anos                                    | 15-24 Anos                                   | 25-64 Anos                                   | > 65 Anos                                    |
| 2001                                         | 606                                          | 511                                          | 1689                                         | 374                                          |
| 2011                                         | 501                                          | 375                                          | 1710                                         | 501                                          |
| 2021                                         | 360                                          | 310                                          | 1571                                         | 655                                          |

## Património natural e edificado
- Monte de São Marcos e capela em honra do mesmo santo, local de concorrida romaria
- Ermida de Nossa Senhora da Ribeira
- Quinta da Vermiosa
- Igreja de São Martinho (matriz)
- Capelas da Senhora da Ribeira, da Senhora da Saúde, da Senhora das Dores e da Senhora da Lapa
- Cruzeiros no terreiro da igreja no sítio do Cruzeiro e no Adro-Capela da Senhora da Ribeira
- Casa do Couto e capela
- Quinta do morgado de São Mamede
- Portões de quintas
- Vestígios arqueológicos
- Aqueduto
- Mamoa da Mourisca
- Edifício do Tribunal
- Núcleo de moinhos de água

## Equipamentos
- Escola Básica e Secundária de Fajões (Agrupamento de Escolas de Fajões)
- Bombeiros Voluntários de Fajões